# 乔治·埃斯特曼
乔治·埃斯特曼（英語：George Estman，1922年9月8日—2006年9月16日），南非男子自行车运动员。他曾代表南非参加1948年和1952年夏季奥林匹克运动会自行车比赛，其中1952年奥运会获得一枚银牌。